# Comment ça va
Pour plus de détails, voir Fiche technique et Distribution.
Comment ça va est un film français réalisé par Jean-Luc Godard et Anne-Marie Miéville en 1975, sorti au festival de Cannes 1976 puis dans les cinéma français en 1978. Il s'agit du troisième film réalisé par le couple la même année, dont date leur déménagement de Paris à Grenoble.
Issu d'une discussion de Godard avec des journalistes du journal Libération, il développe le discours esthétique sur l'image photographique que le réalisateur franco-suisse avait entamé dans Lettre à Jane (1972).

## Synopsis
Un jeune ouvrier est dans une voiture avec sa petite amie, Odette, secrétaire dans une imprimerie travaillant pour le Parti communiste français. Le père du garçon, syndicaliste et membre du parti, a besoin de la collaboration d'Odette car il prépare une vidéo sur l'imprimerie comme moyen de communication.
Tout en regardant les images, ils ont une discussion animée sur les choix et se demandent mutuellement « comment ça va en France ». L'ouvrier lui dicte un texte commentant une photo prise au Portugal pendant les grèves qui ont suivi la chute de la dictature, destinée à la propagande politique. Odette propose une autre photo de grève datant de quelques années, montrant un ouvrier exaspéré saisissant un policier par le cou. Elle finit par convaincre le syndicaliste de mettre de côté la photo portugaise, trop chargée de symboles et liée iconographiquement à d'autres images de mains levées, d'Adolf Hitler à Mick Jagger.
Dans des séquences alternées, on voit Odette et son petit ami à la maison, lisant les journaux au petit déjeuner ou regardant un match de football à la télévision.
Convaincu par Odette, le syndicaliste reprend la critique du système d'information dans lequel le parti communiste est également empêtré, mais lorsqu'il présente sa proposition au comité central, elle est rejetée.
Le fils, après avoir reçu une lettre de son père qui parle d'amour, mais aussi des problèmes d'information, part travailler à l'usine. Le syndicaliste ne reverra jamais Odette.

## Fiche technique
- Titre : Comment ça va
- Réalisation : Jean-Luc Godard et Anne-Marie Miéville
- Scénario : Jean-Luc Godard et Anne-Marie Miéville
- Photographie : William Lubtchansky
- Vidéo : Gérard Teissèdre
- Acteurs : Christian Fenouillat, Catherine Floriet
- Production : Jean-Luc Godard, Anne-Marie Miéville, Georges de Beauregard
- Sociétés de production : Sonimage, Bela , Société nouvelle de cinématographie
- Pays de production :  France
- Format : couleur - Mono - 35 mm
- Genre : film politique
- Durée : 78 minutes
- Date de sortie : 
  - France : 21 mai 1976 (Festival de Cannes 1976, Perspectives du Cinéma Français) ; 26 avril 1978 (sortie nationale)

## Distribution
- Anne-Marie Miéville : Odette
- Michel Marot : le rédacteur en chef

## Production
L'idée du film est née à Paris, dans les bureaux du journal Libération, lorsque, à la mi-septembre 1975, Godard discute avec une dizaine de rédacteurs d'une photo publiée dans la presse : il s'agit de l'instantané en noir et blanc contenu dans un reportage sur la révolution des œillets qui avait renversé le fascisme au Portugal au mois d'avril précédent. Un citoyen et un militaire lèvent tous deux leurs poings serrés, debout l'un en face de l'autre pendant les grèves de juillet. Godard compare cette photo avec une image prise lors d'une grève d'usine à Saint-Brieuc en 1972. Plus tard, en octobre, il retourne au siège de Libération et aussi à la rédaction du Parisien pour tourner quelques scènes.
Le point de départ est le constat que la télévision a gagné la guerre contre le cinéma, et qu'en conséquence tout va plus vite : « On va moins vite, il faut décomposer », dit la voix de Miéville, et encore : « Partir d'une image, d'une seule, comme d'un atome, pour voir comment ça bouge et comment tout ça est ».